# Andrejus Zadneprovskis
Andrejus Zadneprovskis (Kaliningrado, 31 de agosto de 1974) é um ex-pentatleta lituano, bicampeão mundial. 

## Carreira
Andrejus Zadneprovskis representou seu país nos Jogos Olímpicos de 2004 e 2008, na qual conquistou a medalha de prata, em 2004 e bronze em 2008.